# Зубкова, Зинаида Петровна
Зинаида Петровна Зубко́ва (бел. Зінаіда Пятроўна Зубкова; род. 3 ноября 1938, Ульяновка, Ленинградская область) — советская и белорусская актриса театра и кино. Народная артистка Беларуси (2013).

## Биография
Отец — Петр Зубков, был капитаном корабля в Кронштадте, служил на подводной лодке. Погиб во время Великой Отечественной войны. Мать была портнихой, до войны заведовала цехом на швейной фабрике «Большевичка», обучала будущего министра культуры СССР Екатерину Фурцеву. После гибели отца Зубкова с матерью оказалась в Латвии. В Даугавпилсе начала заниматься в театральной студии, организованном режиссёром Сергеем Радловым. В 1960 году окончила Белорусский государственный театрально-художественный институт, училась у К. Н. Санникова. С 1960 года — актриса Белорусского Национального театра им. Янки Купалы в Минске. Более 40 лет занималась хореографией в балетной студии. Работала на радио. В 1984 году стала лауреатом Государственной премии Республики Беларусь за роль в радиопостановке «Хамутиус» по поэме Аркадия Кулешова.
Заслуженная артистка Белорусской ССР (1989).
Народная артистка Беларуси (2013).

## Фильмография
- 1993 — Не хочу жениться!
- 1996 — Из ада в ад
- 1998 — Привет от Чарли—трубача
- 1999 — Каменская — Ламара Ушанговна Бицадзе, начальница ОВИРа
- 1999 — Поклонник
- 2000 — Ускоренная помощь 2 — Больная
- 2002 — Буровая
- 2002 — Закон
- 2002 — Любовник
- 2003 — Киднеппинг
- 2006 — Вызов 2 — Эксперт
- 2006 — Любовь и страхи Марии — Мать Юры-маньяка
- 2007 — Враги
- 2007 — Я сыщик
- 2008 — Застава Жилина — Вахтерша в консерватории
- 2009 — Волки
- 2009 — Журов — Матильда Зборовская
- 2009 — Захватчики
- 2010 — Гадание при свечах — Надежда Игнатьевна
- 2010 — Я счастливая! — Тётя Маша
- 2011 — Тихий центр — Светлана Марковна
- 2012 — Случайные знакомые
- 2012 — Три слова о прощении — книгоноша
- 2013 — Вангелия — Стоянова, директор Дома Слепых
- 2015 — Смешная жизнь — Нинель Ивановна Грушковская, известная в прошлом певица
- 2015 — Фарца — родственница Тани
- 2016 — Все возрасты любви — Нина Фёдоровна, соседка Юрия
- 2018 — Война. Остаться человеком
- 2019 — Ни шагу назад! — старуха-смерть
- 2019 — Отчим — жена Прохорыча
- 2019 — Случайный кадр — нянечка в детдоме
- 2020 — Вспышка — Полина Андреевна